# Chilly-sur-Salins
Chilly-sur-Salins é uma comuna francesa na região administrativa de Borgonha-Franco-Condado, no departamento de Jura. Estende-se por uma área de 11,94 km². Em 2010 a comuna tinha 108 habitantes (densidade: 9 hab./km²).